# Drzewostan jednopiętrowy
Drzewostany jednopiętrowe – drzewostany, w których korony drzew położone są zasadniczo na jednym poziomie, zaś liczba drzew występujących pod okapem drzewostanu nie spełnia warunków drugiego piętra.
W drzewostanach jednopiętrowych korony drzew tworzą wysoko sklepiony dach lasu, budowa ta odpowiada w zasadzie drzewostanom równowiekowym. Nie jest ona jednak wyłącznie wytworem gospodarki człowieka, gdyż w naturze występują również drzewostany jednopiętrowe. Przy budowie jednopiętrowej korony drzew w zasadzie znajdują się obok siebie prawie w jednej, słabo zróżnicowanej warstwie. Występuje tu zwarcie poziome koron drzew, charakterystycznym dla większości polskich lasów zagospodarowanych.
Stosunki w drzewostanach jednopiętrowych charakteryzują się silnym uciskiem bocznym koron, natomiast przestrzeń między koronami a glebą jest dla produkcji zupełnie nie wykorzystana. Tylko w skrajnych warunkach siedliskowych Europy ta budowa drzewostanu może być uważana za naturalną, przeważnie jednak jest wynikiem działalności ludzkiej i stanowi typowy obraz dzisiejszych lasów europejskich.
W drzewostanach zdecydowanie jednopiętrowych pułap koron drzew nie zawsze leży dokładnie w jednej płaszczyźnie, gdyż na skutek różnego tempa wzrostu poszczególnych drzew jedne z nich mają swe korony usytuowane wyżej, inne niżej. To wewnętrzne zróżnicowanie wysokościowe w obrębie jednego piętra drzew jest charakterystyczne dla każdej populacji drzewiastej (i nie tylko drzewiastej) i ma istotne znaczenie dla hodowli lasu. Wyodrębnianie w drzewostanie jednopiętrowym tzw. drzewostanu głównego i podrzędnego jest zupełnie innym zagadnieniem, niż zróżnicowanie piętrowe.

## Podziały drzew w drzewostanie jednopiętrowym
Zjawisko zróżnicowania wysokości drzew (dyferencjacji wysokościowej drzew) i rozwarstwiania się pułapu koron drzew w drzewostanie prowadzi do znacznej zmienności stanowiska ekologicznego poszczególnych osobników, będącego wyrazem ich stabilizacji lub etapu wydzielania się (ustępowania). Te kolejne fazy procesu wydzielania się drzew znajdują wyraz w różnych podziałach drzew w drzewostanie na tzw. klasy biologiczne, klasy jakości korony czy pnia.
- Najstarszy – XIX-wieczny podział drzew mówi o drzewach dominujących, opanowanych, wydzielonych i zagłuszonych – klasyfikacja Seebach'a (1843).
- Kolejny (Burckhardt (1848)) dzieli drzewostan na:
  - główny (właściwy pułap drzewostanu), w skład, którego wchodzą:
    - 1 – drzewa panujące,
    - 2 – drzewa współpanujące,
    - 3 – drzewa umiarkowanie panujące,

  - oraz podrzędny (korony tych drzew tworzą dolną warstwę w pułapie leśnym):
    - 4 – słabo panujące,
    - 5 – drzewa z opanowanymi wierzchołkami
    - 6 – drzewa ucieśnione i obumarłe.
- Pod koniec XIX w. niemiecki leśnik Kraft (1884) opierając się na usytuowaniu oraz budowie korony drzewa i jego względną wysokość w stosunku do najbliższego otoczenia opracował klasyfikację stosowaną do dziś. Kraft zalicza drzewa do:
  - 1 klasy, drzew górujących, gdy drzewo dominuje wysokością i ma silnie rozwiniętą koronę,
  - 2 klasy, drzew panujących, tworzących główny pułap drzewostanu, o dobrze rozwiniętej koronie,
  - 3 klasy, drzew współpanujących, o koronach jeszcze normalnie rozwiniętych, jednak o zaznaczającej się już degeneracji – mimo dość korzystnego usytuowania w pułapie leśnym,
  - 4 klasy, drzew opanowanych, o koronach mniej lub więcej zdeformowanych, ścieśnionych dwustronnie lub wielostronnie albo też rozwiniętych jednostronnie. W obrębie tej klasy Kraft wyróżnia dwie podklasy:
    - 4a – drzewa wkleszczone między inne, o koronie ścieśnionej w dolnej części,
    - 4b – drzewa o koronach w części podokapowych, tylko górna część korony (sam wierzchołek) jest jeszcze wolna,

  - 5 klasy, drzew przygłuszonych, znajdujących się całkowicie pod okapem wyższego sąsiedztwa. Tę klasę dzieli autor również na dwie podklasy:
    - 5a – drzewa z koroną jeszcze żywą (tylko u gatunków cienistych),
    - 5b – drzewa z koroną obumierającą i obumarłą (posusz).
- Jeszcze przed końcem XIX w. po opublikowaniu klasyfikacji Krafta tzw. trzebież duńska (1896)  dzieliła drzewa na:
  - drzewa główne o prostej strzale i dobrze rozwiniętej koronie,
  - szkodliwe, uciskające korony drzew głównych,
  - pożyteczne, wpływające na oczyszczanie się drzew głównych z dolnych gałęzi,
  - oraz obojętne, nie przeszkadzające w rozwoju drzewom głównym, o znaczeniu pielęgnacyjnym dla gleby.
- Na początku XX w. Związek Niemieckich Leśnych Zakładów Doświadczalnych (1902) zaproponował nową klasyfikację, uwzględniającą oprócz kryteriów biologicznych Krafta również kryterium gospodarcze w postaci oceny jakości strzały (pnia). Klasyfikacja ta przedstawia się następująco:
  - I. Drzewa panujące – usytuowane w górnym pułapie koron:
    - 1 klasa – drzewa pełnowartościowe, z normalnie ukształtowany koroną i dobrą strzałą,
    - 2 klasa – drzewa wadliwe, ze źle uformowaną koroną lub wadliwą strzałą (drzewa ścieśnione, krzywe, z wadami pnia, rozpieracze, dwójki, bliźniaki, bicze, drzewa chore itp.).

  - II. Drzewa opanowane – których korony nie wchodzą w górny pułap lub ich udział w tym pułapie jest bardzo ograniczony:
    - 3 klasa – drzewa opóźnione, z koroną jeszcze wolną,
    - 4 klasa – drzewa przygłuszone, zdolne jeszcze do życia, o znaczeniu pielęgnacyjnym w stosunku do gleby i drzewostanu,
    - 5 klasa – drzewa obumierające i obumarłe, a także pochyłe, bez większego znaczenia dla gleby i drzewostanu.
- Fundamentalne znaczenie dla trzebieży i szeroko pojętej selekcji w pielęgnacji drzewostanów ma klasyfikacja szwajcarskiego profesora hodowli lasu Schadelina (1942). Oryginalność tej klasyfikacji polega na zastosowaniu po raz pierwszy trójcyfrowego klucza oceny drzew.
W setkach określa się stanowisko drzewa w drzewostanie:
  - 100 – drzewa panujące (1 i 2 klasa Krafta),
  - 200 – drzewa współpanujące (3 klasa Krafta),
  - 300 – drzewa opanowane (4 klasa Krafta),
  - 400 – drzewa podrzędne, przygłuszone (5 klasa Krafta).
W dziesiątkach ujmuje się formę i jakość strzały:
  - 10 – strzała dobra, o pełnowartościowym drewnie,
  - 20 – strzała średniej jakości, z błędami obniżającymi wartość drewna,
  - 30 – strzała zła – z poważnymi wadami, mająca gorsze drewno użytkowe, przede wszystkim opał.
W jednostkach określa się stan korony:
  - 1 – korona dobra, symetryczna, dobrze ulistniona i żywotna,
  - 2 – korona średnia, ścieśniona, asymetryczna, jeszcze żywotna,
  - 3 – korona zła – słabo ulistniona, zdegenerowana, zamierająca.
Przykładowo: liczba 111 oznacza drzewo panujące z dobrą strzałą i dobrą koroną, a 231 oznacza drzewo współpanujące o nieprawidłowej strzale i dobrze rozwiniętej koronie.
- W Polsce eksperymentalna klasyfikacja IBL opracowana przez Ilmurzyńskiego (1951), uwzględniająca w podziale drzew tzw. typy rozwojowe.
Autor wyróżnia następujące typy rozwojowe drzew:
  - A – szybko rosnące w młodości i szybko rozwijające się, ale i szybko starzejące (rozpieracze);
  - B – najliczniej reprezentowane w warstwie górnej, o przeciętnym tempie rozwojowym;
  - C – o zwolnionym tempie rozwoju, późno dochodzące do dojrzałości;
  - D – drzewa przeważnie chore i uszkodzone, nie osiągające dojrzałości;
  - E – drzewa obumierające i obumarłe.
Podział na typy rozwojowe drzew nie przyjął się w praktyce cięć pielęgnacyjnych w Polsce.
- Małe znaczenie praktyczne ma klasyfikacja według Międzynarodowego Związku Leśnych Instytutów Badawczych, zaproponowana w 1956 roku przez Leibundguta na Kongresie IUFRO, poprawiona następnie przez van Miegroeta. Nie znalazła praktycznego zastosowania z uwagi na znaczny stopień jej skomplikowania.

Elementy taksacyjne drzewostanu jednopiętrowego podaje się w opisie taksacyjnym dla całego piętra, dla wszystkich gatunków drzew wchodzących w skład drzewostanu.